# Guillaume Du Buc
Guillaume du Buc, en latin Gulielmus Bucanus est un théologien calviniste français du XVIe siècle ayant exercé en Suisse. Son ouvrage Institutiones theologicae publié à Genève en 1602 est l’un des premiers ouvrages de théologie dogmatique de l’Église réformée.

## Biographie
Guillaume Du Buc est né à Rouen. Régent au collège de Lausanne en 1564, il devient diacre de 1568 à 1571, puis pasteur à Yverdon de 1571 à 1591. Délégué au synode de Berne en 1588, il s'opposa à la conception mystique de Claude Aubery sur la justification et la sanctification. Il devient ensuite professeur de théologie à l'académie de Lausanne de 1591 à sa mort en 1603, tout en continuant à exercer des fonctions pastorales. Il est en même temps recteur (en 1595 et 1597) et doyen du district (classe) de Lausanne (1597-1603). Appelé à enseigner à l'académie de Saumur, il accepte mais meurt le 15 août 1603 avant d'avoir pu s'y rendre.

## Œuvres
Son ouvrage Institutiones theologicae, publié à Genève en 1602, constitue l'un des tout premiers manuels réformés de théologie dogmatique et fut très souvent réédité entre 1601 et 1612. Il fut traduit en anglais par le puritain Robert Hill (en). On a également conservé de lui un manuel d'homilétique Ecclésiastes, de plusieurs discours académiques édités en 1602 et des Vingt-quatre homélies... sur l'oraison dominicale (1604).